# Internationale Filmfestspiele von Cannes/Bestes Drehbuch

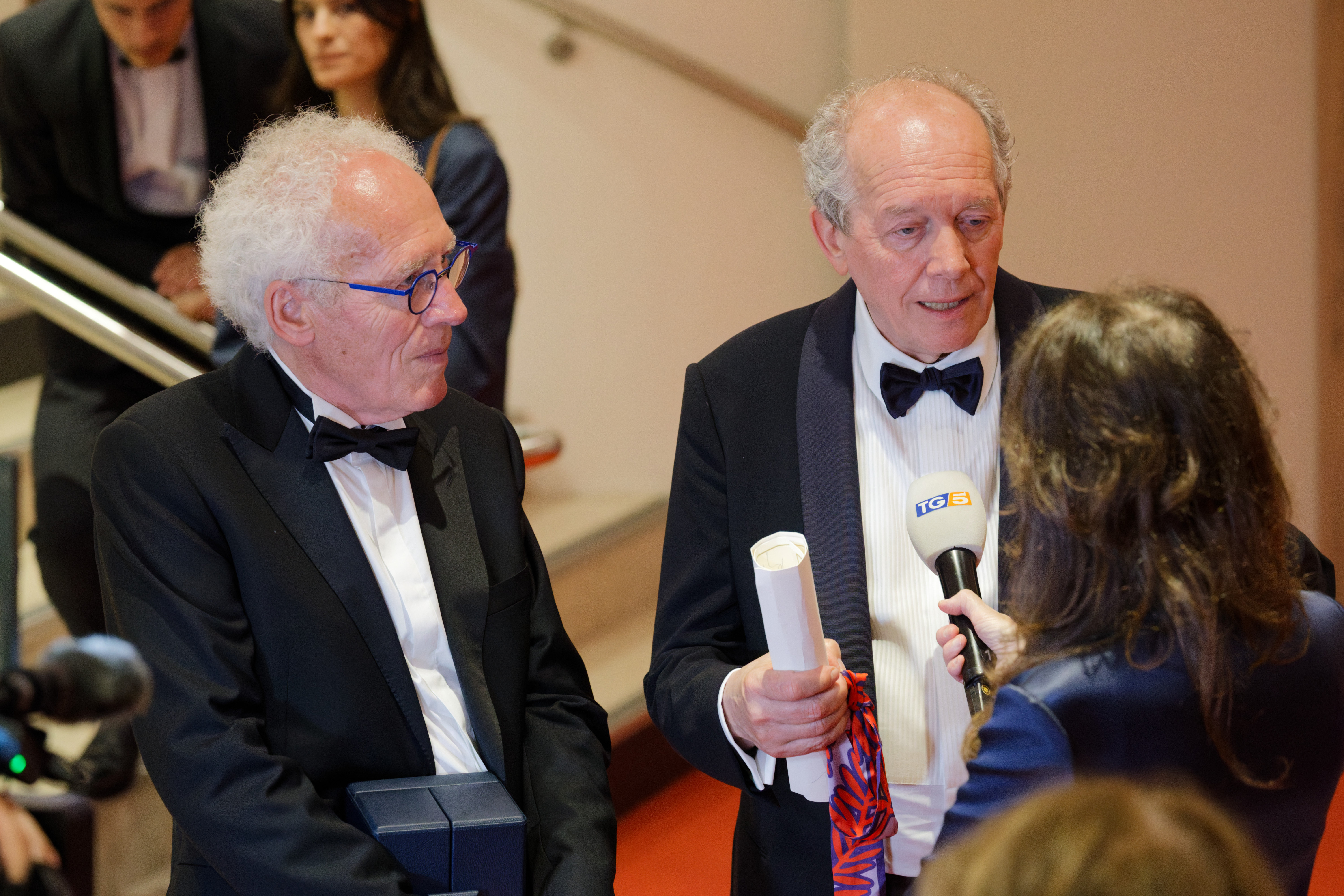
Preisträger 2025: Jean-Pierre und Luc Dardenne mit ihren gewonnenen Auszeichnungen für Jeunes mères

Der Preis für das beste Drehbuch (Prix du scénario) honoriert bei den jährlich veranstalteten Filmfestspielen von Cannes die beste Leistung eines oder mehrerer Drehbuchautoren in einem Wettbewerbsfilm (Langfilm). Die Auszeichnung wurde erstmals bei der vierten Auflage des Filmfestivals im Jahr 1949 verliehen. Über die Vergabe des Preises, der dem Gewinner in Form einer Miniatur der Goldenen Palme und einer Urkunde überreicht wird, stimmt die Wettbewerbsjury ab, die sich meist aus internationalen Filmschaffenden zusammensetzt.

## Preisträger
Am häufigsten mit dem Preis für das beste Filmskript ausgezeichnet wurden französische und amerikanische Drehbuchautoren (je 6 Siege), gefolgt von ihren Kollegen aus Italien (5), Belgien, Großbritannien, Russland und der Volksrepublik China (je 2). Zweimal den Preis erhielt das belgische Brüderpaar Jean-Pierre und Luc Dardenne (2008 und 2025).
Obwohl in der Vergangenheit der Preis mehrfach ausdrücklich an das beste Originaldrehbuch eines Wettbewerbsfilms verliehen wurde, trifft man heute keine Unterscheidung zwischen einem Skript, das auf keiner zuvor veröffentlichten Publikation beruht, beziehungsweise einer bereits publizierten literarischen Vorlage (adaptiertes Drehbuch). Autoren aus dem deutschsprachigen Kino waren erstmals 2007 erfolgreich, als Fatih Akin (Auf der anderen Seite) die Auszeichnung erhielt.
| Jahr       | Preisträger                                                       | Originaltitel                                                     | Deutscher Titel                                                   |
| ---------- | ----------------------------------------------------------------- | ----------------------------------------------------------------- | ----------------------------------------------------------------- |
| 1949       | Eugene Ling                                                       | Lost Boundaries                                                   | Wenn Eltern schweigen                                             |
| 1949       | Virginia Shaler                                                   | Lost Boundaries                                                   | Wenn Eltern schweigen                                             |
| 1950       | Filmfestspiele nicht veranstaltet                                 | Filmfestspiele nicht veranstaltet                                 | Filmfestspiele nicht veranstaltet                                 |
| 1951       | Terence Rattigan                                                  | The Browning Version                                              | Konflikt des Herzens                                              |
| 1952       | Piero Tellini                                                     | Guardie e ladri                                                   | Räuber und Gendarm                                                |
| 1953– 1957 | Preis nicht vergeben                                              | Preis nicht vergeben                                              | Preis nicht vergeben                                              |
| 1958*      | Pasquale Festa Campanile                                          | Giovani mariti                                                    | Liebe hat kurze Beine                                             |
| 1958*      | Massimo Franciosa                                                 | Giovani mariti                                                    | Liebe hat kurze Beine                                             |
| 1958*      | Pier Paolo Pasolini                                               | Giovani mariti                                                    | Liebe hat kurze Beine                                             |
| 1959– 1962 | Preis nicht vergeben                                              | Preis nicht vergeben                                              | Preis nicht vergeben                                              |
| 1963       | Henri Colpi                                                       | Codine                                                            | Codine                                                            |
| 1964       | Preis nicht vergeben                                              | Preis nicht vergeben                                              | Preis nicht vergeben                                              |
| 1965       | Sidney Lumet                                                      | The Hill                                                          | Ein Haufen toller Hunde                                           |
| 1965       | Pierre Schœndœrffer                                               | La 317e section                                                   | Die 317. Sektion                                                  |
| 1966       | Preis nicht vergeben                                              | Preis nicht vergeben                                              | Preis nicht vergeben                                              |
| 1967       | Alain Jessua                                                      | Jeu de massacre                                                   | Mordgeschichten                                                   |
| 1967       | Elio Petri                                                        | A ciascuno il suo                                                 | Zwei Särge auf Bestellung                                         |
| 1968       | Filmfestspiele aufgrund der Mai-Unruhen abgebrochen.              | Filmfestspiele aufgrund der Mai-Unruhen abgebrochen.              | Filmfestspiele aufgrund der Mai-Unruhen abgebrochen.              |
| 1969– 1973 | Preis nicht vergeben                                              | Preis nicht vergeben                                              | Preis nicht vergeben                                              |
| 1974       | Hal Barwood                                                       | The Sugarland Express                                             | Sugarland Express                                                 |
| 1974       | Matthew Robbins                                                   | The Sugarland Express                                             | Sugarland Express                                                 |
| 1974       | Steven Spielberg                                                  | The Sugarland Express                                             | Sugarland Express                                                 |
| 1975– 1979 | Preis nicht vergeben                                              | Preis nicht vergeben                                              | Preis nicht vergeben                                              |
| 1980*      | Agenore Incrocci                                                  | La terrazza                                                       | Die Terrasse                                                      |
| 1980*      | Furio Scarpelli                                                   | La terrazza                                                       | Die Terrasse                                                      |
| 1980*      | Ettore Scola                                                      | La terrazza                                                       | Die Terrasse                                                      |
| 1981       | István Szabó                                                      | Mephisto                                                          | Mephisto                                                          |
| 1982       | Jerzy Skolimowski                                                 | Moonlighting                                                      | Schwarzarbeit                                                     |
| 1983       | Preis nicht vergeben                                              | Preis nicht vergeben                                              | Preis nicht vergeben                                              |
| 1984*      | Theo Angelopoulos                                                 | Ταξίδι στα Κύθηρα (Taxidi sta Kithira)                            | Die Reise nach Kythera                                            |
| 1984*      | Tonino Guerra                                                     | Ταξίδι στα Κύθηρα (Taxidi sta Kithira)                            | Die Reise nach Kythera                                            |
| 1984*      | Thanasis Valtinos                                                 | Ταξίδι στα Κύθηρα (Taxidi sta Kithira)                            | Die Reise nach Kythera                                            |
| 1985– 1993 | Preis nicht vergeben                                              | Preis nicht vergeben                                              | Preis nicht vergeben                                              |
| 1994       | Michel Blanc                                                      | Grosse fatigue                                                    | k. A.                                                             |
| 1995       | Preis nicht vergeben                                              | Preis nicht vergeben                                              | Preis nicht vergeben                                              |
| 1996       | Jacques Audiard                                                   | Un héros très discret                                             | Das Leben: Eine Lüge                                              |
| 1997       | James Schamus                                                     | The Ice Storm                                                     | Der Eissturm                                                      |
| 1998       | Hal Hartley                                                       | Henry Fool                                                        | Henry Fool                                                        |
| 1999       | Juri Arabow                                                       | Молох (Moloch)                                                    | Moloch                                                            |
| 2000       | James Flamberg                                                    | Nurse Betty                                                       | Nurse Betty                                                       |
| 2000       | John C. Richards                                                  | Nurse Betty                                                       | Nurse Betty                                                       |
| 2001       | Danis Tanović                                                     | Ničija zemlja                                                     | No Man’s Land                                                     |
| 2002       | Paul Laverty                                                      | Sweet Sixteen                                                     | Sweet Sixteen                                                     |
| 2003       | Denys Arcand                                                      | Les invasions barbares                                            | Die Invasion der Barbaren                                         |
| 2004       | Jean-Pierre Bacri                                                 | Comme une image                                                   | Schau mich an!                                                    |
| 2004       | Agnès Jaoui                                                       | Comme une image                                                   | Schau mich an!                                                    |
| 2005       | Guillermo Arriaga                                                 | The Three Burials of Melquiades Estrada                           | Three Burials – Die drei Begräbnisse des Melquiades Estrada       |
| 2006       | Pedro Almodóvar                                                   | Volver                                                            | Volver – Zurückkehren                                             |
| 2007       | Fatih Akin                                                        | Auf der anderen Seite                                             | Auf der anderen Seite                                             |
| 2008       | Jean-Pierre Dardenne Luc Dardenne                                 | Le silence de Lorna                                               | Lornas Schweigen                                                  |
| 2009       | Mei Feng                                                          | 春风沉醉的晚上 (Chūn fēng chén zuì de wǎn shàng)                  | k. A.                                                             |
| 2010       | Lee Chang-dong                                                    | 시 (Si)                                                           | Poetry                                                            |
| 2011       | Joseph Cedar                                                      | הערת שוליים (Hearat Shulayim)                                     | Hearat Shulayim                                                   |
| 2012       | Cristian Mungiu                                                   | După dealuri                                                      | Jenseits der Hügel                                                |
| 2013       | Jia Zhangke                                                       | 天注定 (Tian zhu ding)                                            | A Touch of Sin                                                    |
| 2014       | Oleg Negin                                                        | Левиафан (Leviathan)                                              | Leviathan                                                         |
| 2014       | Andrei Swjaginzew                                                 | Левиафан (Leviathan)                                              | Leviathan                                                         |
| 2015       | Michel Franco                                                     | Chronic                                                           | Chronic                                                           |
| 2016       | Asghar Farhadi                                                    | فروشنده (Forushande)                                              | The Salesman                                                      |
| 2017       | Efthymis Filippou                                                 | The Killing of a Sacred Deer                                      | The Killing of a Sacred Deer                                      |
| 2017       | Giorgos Lanthimos                                                 | The Killing of a Sacred Deer                                      | The Killing of a Sacred Deer                                      |
| 2017       | Lynne Ramsay                                                      | You Were Never Really Here                                        | A Beautiful Day                                                   |
| 2018       | Jafar Panahi                                                      | سه چهره (Se rokh)                                                 | Drei Gesichter                                                    |
| 2018       | Alice Rohrwacher                                                  | Lazzaro felice                                                    | Glücklich wie Lazzaro                                             |
| 2019       | Céline Sciamma                                                    | Portrait de la jeune fille en feu                                 | Porträt einer jungen Frau in Flammen                              |
| 2020       | Filmfestspiele aufgrund der COVID-19-Pandemie nicht veranstaltet. | Filmfestspiele aufgrund der COVID-19-Pandemie nicht veranstaltet. | Filmfestspiele aufgrund der COVID-19-Pandemie nicht veranstaltet. |
| 2021       | Ryūsuke Hamaguchi                                                 | ドライブ・マイ・カー (Doraibu mai kā)                             | Drive My Car                                                      |
| 2021       | Takamasa Ōe                                                       | ドライブ・マイ・カー (Doraibu mai kā)                             | Drive My Car                                                      |
| 2022       | Tarik Saleh                                                       | صبي من الجنة (Walad Min Al Janna / Boy from Heaven)               | Die Kairo Verschwörung                                            |
| 2023       | Yūji Sakamoto                                                     | 怪物 (Kaibutsu)                                                   | Die Unschuld                                                      |
| 2024       | Coralie Fargeat                                                   | The Substance                                                     | The Substance                                                     |
| 2025       | Jean-Pierre Dardenne Luc Dardenne                                 | Jeunes mères                                                      | k. A.                                                             |

* = Der Preis wurde an das beste Originaldrehbuch eines Wettbewerbsfilms vergeben